# Lounín
Lounín este o arie protejată (arie specială de conservare — SAC, sit de importanță comunitară — SCI) din Republica Cehă întinsă pe o suprafață de 18,95 ha, integral pe uscat.

## Localizare
Centrul sitului Lounín este situat la coordonatele 49°54′35″N 14°00′52″E / 49.909722°N 14.014444°E.

## Înființare
Situl Lounín a fost declarat sit de importanță comunitară în aprilie 2005 pentru a proteja un număr necunoscut de specii din flora spontană și fauna sălbatică aflate în arealul zonei. Situl a fost protejat și ca arie specială de conservare în iunie 2013.

## Biodiversitate
Situată în ecoregiunea continentală, aria protejată conține 3 habitate naturale: Formațiuni de Juniperus communis pe lande sau pajiști calcaroase, Pajiști uscate seminaturale și facies de acoperire cu tufișuri pe substraturi calcaroase (Festuco-Brometalia) (* situri importante pentru orhidee), Păduri de stejar și carpen Galio-Carpinetum.
La baza desemnării sitului se află un număr nedeclarat de specii protejate.